# Кампетеле (Фрозиноне)
Кампетеле је насеље у Италији у округу Фрозиноне, региону Лацио.
Према процени из 2011. у насељу је живело 18 становника. Насеље се налази на надморској висини од 267 м.